# Hugh Tothill
Sir Hugh Henry Darby Tothill (14 marzo 1865 – 25 settembre 1927) è stato un ammiraglio inglese.

## Carriera
Nel 1888 venne promosso a tenente, nel gennaio 1901 a comandante e nel 1906 a capitano.
Dopo aver ricevuto il comando della HMS Illustrious nel 1908 e della HMS Lancaster di 1911, prestò servizio nella prima guerra mondiale al comando della HMS Conqueror nella battaglia dello Jutland nel 1916.
Dopo la guerra fu nominato Fourth Sea Lord nel 1917 e servì come comandante in capo dell'East Indies Station (1919-1921), prima di essere nominato ammiraglio delle riserve nel 1923

## Morte
Si ritirò nel 1926 e morì il 25 settembre 1927.